# Драммонд (Оклахома)
Драммонд (англ. Drummond) — місто (англ. town) в США, в окрузі Гарфілд штату Оклахома. Населення — 455 осіб (2010).

## Географія
Драммонд розташований за координатами 36°18′4″ пн. ш. 98°2′9″ зх. д. / 36.30111° пн. ш. 98.03583° зх. д. (36.301183, -98.035812).  За даними Бюро перепису населення США в 2010 році місто мало площу 0,60 км², уся площа — суходіл.

## Демографія
Згідно з переписом 2010 року, у місті мешкало 455 осіб у 178 домогосподарствах у складі 126 родин. Густота населення становила 756 осіб/км².  Було 198 помешкань (329/км²).
Расовий склад населення:
| - 91,9 % — білих - 0,9 % — корінних американців - 0,2 % — чорних або афроамериканців - 0,2 % — азіатів - 4,0 % — осіб інших рас |

До двох чи більше рас належало 2,9 %. Частка іспаномовних становила 9,2 % від усіх жителів.
За віковим діапазоном населення розподілялося таким чином: 30,5 % — особи молодші 18 років, 56,3 % — особи у віці 18—64 років, 13,2 % — особи у віці 65 років та старші. Медіана віку мешканця становила 34,4 року. На 100 осіб жіночої статі у місті припадало 109,7 чоловіків;  на 100 жінок у віці від 18 років та старших — 110,7 чоловіків також старших 18 років.
Середній дохід на одне домашнє господарство  становив 46 174 долари США (медіана — 40 625), а середній дохід на одну сім'ю — 42 889 доларів (медіана — 32 500). Медіана доходів становила 37 188 доларів для чоловіків та 28 000 доларів для жінок. За межею бідності перебувало 21,7 % осіб, у тому числі 37,6 % дітей у віці до 18 років та 4,5 % осіб у віці 65 років та старших.
Цивільне працевлаштоване населення становило 185 осіб. Основні галузі зайнятості: сільське господарство, лісництво, риболовля — 21,1 %, будівництво — 17,8 %, транспорт — 15,1 %, освіта, охорона здоров'я та соціальна допомога — 13,0 %.